# 圣艾蒂安迪盖德利勒
圣艾蒂安-迪盖德利勒（法語：Saint-Étienne-du-Gué-de-l'Isle，法語發音：[sɛ̃.t‿etjɛn dy ɡe də lil]）是法国阿摩尔滨海省的一个市镇，属于圣布里厄区。

## 地理
圣艾蒂安-迪盖德利勒（48°6'13"N, 2°38'52"W）面积14.91 平方千米，位于法国布列塔尼大區阿摩尔滨海省，该省份为法国西北部沿海省份，位于布列塔尼半岛北部，北濒大西洋英吉利海峡，西接菲尼斯泰尔省，南至莫尔比昂省，东临伊勒-维莱讷省。
与圣艾蒂安-迪盖德利勒接壤的市镇（或旧市镇、城区）包括：布雷昂、普吕米约。
圣艾蒂安-迪盖德利勒的时区为UTC+01:00、UTC+02:00（夏令时）。

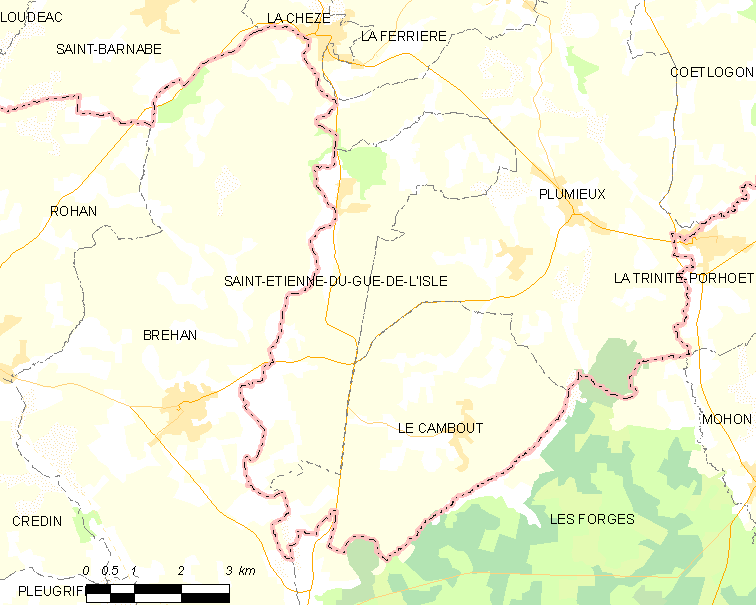
圣艾蒂安-迪盖德利勒的OSM定位图

## 行政
圣艾蒂安-迪盖德利勒的邮政编码为22210，INSEE市镇编码为22288。

## 政治
圣艾蒂安-迪盖德利勒所属的省级选区为卢代阿克县。

## 人口

1962-2008年间圣艾蒂安-迪盖德利勒人口变化图示

圣艾蒂安-迪盖德利勒于2022年1月1日时的人口数量为372人。